# Prison Break: The Conspiracy
Prison Break: The Conspiracy è un videogioco d'azione, per PlayStation 3, Xbox 360 e per PC Windows, basato contemporaneamente con le vicende della prima stagione della serie televisiva Prison Break. Il gioco è uscito il 26 marzo 2010 in Europa, ed il 30 marzo 2010 in America del Nord. Tale pubblicazione doveva avvenire nel 2009 (anno di conclusione della serie), ma fu posticipata per via della chiusura della Brash Entertainment, che aveva portato avanti lo sviluppo del videogioco. Il progetto fu rilevato dalla slovena ZootFly che è riuscita a terminarne lo sviluppo tredici mesi dopo. La distribuzione è stata curata dalla Deep Silver.

## Trama
Giunge con ritardo questo tie-in della serie statunitense di grande successo Prison Break.
The Conspiracy porterà i fan di Scofield e compagni direttamente nel cuore del penitenziario di Fox River, proponendo una trama che ripercorre da un altro punto di vista gli eventi narrati nella prima stagione. Nei panni dell'agente della Compagnia Tom Paxton i giocatori si troveranno a tentare di ostacolare in qualunque modo la fuga di Lincoln Burrows dal penitenziario, in modo che il detenuto finisca sulla sedia elettrica come da programma.
Il titolo si è rivelato un insuccesso sia come accoglienza che come vendite. A fronte di un concept non certo rivoluzionario, ma comunque interessante, Prison Break: The Conspiracy avrebbe potuto essere un titolo valido. Purtroppo la fase di sviluppo tormentata ed i diversi rimandi non hanno permesso agli sviluppatori ZootFly di confezionare un buon prodotto, limitandosi ad un'esperienza da consigliare solo ed esclusivamente a giocatori occasionali molto appassionati della serie.

## Modalità di gioco
Come ogni tie-in che si rispetti, anche Prison Break: The Conspiracy ha come primo scopo quello di riproporre efficacemente le atmosfere della serie cui si ispira: in questo senso, il lavoro degli sviluppatori ZootFly è riuscito. Fatta eccezione per la dottoressa Tancredi ed il detenuto instabile Haywire (le cui sembianze sono state alterate per la mancanza di licenze ufficiali), i personaggi principali dell'ottimo cast fanno le loro comparsate con la giusta cadenza ed il penitenziario di Fox River è stato riprodotto con buona cura. Purtroppo ad accompagnare questa efficace immersione nelle ambientazioni tanto care ai fan non c'è un gameplay altrettanto appassionante. Sin dai primi istanti di gioco è facile notare come la linearità e la staticità più assolute caratterizzino ogni aspetto dell'incedere: si tratterà sempre di andare dal punto A al punto B, chiusi in ambientazioni di piccole dimensioni e senza la possibilità di uscire minimamente dal percorso previsto dagli sviluppatori.
A caratterizzare il gameplay vi sono sostanzialmente tre fasi che si ripetono all'infinito per tutto l'arco della campagna: si comincia con l'esplorazione diurna delle aree comuni del penitenziario, dove sarà possibile ottenere di volta in volta l'incarico successivo per continuare la storia principale. Vi sono poi le fasi stealth, presenti in grande quantità: considerato che molte missioni vi richiederanno semplicemente di recuperare questo o quell'oggetto per conto di uno dei detenuti più “celebri”, l'unico modo per raggiungere lo scopo sarà attraversare diverse aree del penitenziario senza farsi notare dalle guardie. Purtroppo anche in questi frangenti la linearità la fa assolutamente da padrone: i percorsi delle guardie si presentano non solo fissi, ma anche scriptati.
Quando raggiungerete determinati punti dei percorsi obbligati i pattugliamenti cambieranno vistosamente in modo da fornirvi qualche secondo per passare inosservati. Alcune meccaniche tentano di variare questa formula, come la possibilità di nascondersi negli armadi, ma anche qui ci si trova di fronte a soluzioni a senso unico: se sulla mappa è presente un armadio, nascondervisi sarà l'unico modo per passare, sempre nel nome dell'assoluta linearità e prevedibilità dell'incedere. Altra piccola variazione sul tema sono i minigiochi legati allo svitamento dei bulloni di certe inferriate ed allo scassinamento, decisamente poco interessanti. In questo modo l'impressione di partecipare ad un'esperienza stealth viene completamente meno, lasciando spazio ad un frustrante trial and error accompagnato da una sensazione di assoluta costrizione.
L'ultima tipologia di gameplay è costituita dal combattimento corpo a corpo: quando si ingaggia o si viene coinvolti in uno scontro la telecamera si avvicina al personaggio in maniera suggestiva. I colpi si riducono a leggero, potente, parata e contromossa, quest'ultima in grado da sola di ribaltare le sorti di qualunque incontro. Se attivato in contemporanea con un colpo leggero nemico, il blocco dà infatti accesso ad una potente risposta da attivarsi con la rapida pressione di un tasto. L'onnipotenza di questa meccanica fa sì che per vincere gli scontri sia sufficiente appoggiarsi alla contromossa, rendendoli decisamente poco appassionanti. A chiudere il cerchio vi sono diversi quick time event che si attiveranno sia durante il normale gameplay sia durante alcune cut scene: come da programma essi imporranno la pressione consecutiva di diversi tasti ed il fallimento corrisponderà ad un immediato caricamento all'ultimo checkpoint, rendendo l'esecuzione semplicemente frustrante; gli utenti PC saranno ulteriormente penalizzati dalla necessità di utilizzare la tastiera. È da notare tra l'altro come i tasti proposti siano del tutto slegati da quanto avviene a schermo, costringendo il giocatore a basarsi solo sui propri riflessi per completare correttamente le sequenze.
L'unica alternativa a questo susseguirsi di sezioni di gioco lineari sono gli incontri di combattimento clandestini nel cortile della prigione, cui è possibile prendere parte tra un incarico e l'altro; essi permettono di guadagnare somme in denaro spendibili solo ed esclusivamente in tatuaggi, i quali hanno una funzione meramente estetica, rendendo inutile la fatica fatta per acquistarli. È stata aggiunta la possibilità di allenare il nostro alter ego sia con i pesi sia con il sacco da boxe: è un peccato che questo lo renda semplicemente più forte, risultando in combattimenti corpo a corpo ancora più facili. Lo sblocco di nuove combo avrebbe reso questa noiosa pratica più sensata, ma non è così.
Considerando che la storia si inserisce in maniera piuttosto scontata e mai invasiva nelle vicende narrate nella prima serie televisiva, mancando così di qualsiasi colpo di scena, e che gli sceneggiatori hanno pensato che fosse opportuno svelare il finale sin dai primi istanti di gioco, la componente narrativa di Prison Break: The Conspiracy non riesce a risollevare le cattive sorti del gameplay; non aiuta neanche la longevità, attestata sulle 7 ore complessive. L'aggiunta di una modalità alternativa in stile picchiaduro, che permette di effettuare scontri uno contro uno in multiplayer locale, non presenta particolari attrattive data la scarsa qualità del sistema di combattimento.
L'unico lato positivo del titolo rimane dunque la buona riproduzione delle atmosfere della serie originale, la quale potrà soddisfare i fan in cerca di qualche nostalgico deja vu; un vero peccato che i restanti pezzi del puzzle non siano stati oggetto di altrettanta cura.
Visivamente il titolo ZootFly presenta un design che attinge abbondantemente dai set della serie originale: Fox River è presente in tutti i suoi numerosi ambienti interni ed esterni. Le mappe sono tuttavia sempre molto limitate quanto a dimensioni, con l'unica eccezione costituita dal cortile. I caricamenti tra un'area e l'altra sono perdipiù abbastanza frequenti, spezzando talvolta il ritmo. Il riutilizzo di texture di media qualità tende ad appiattire gli sfondi, mentre la modellazione poligonale discreta restituisce personaggi a volte credibili, a volte meno. Le animazioni costituiscono un punto dolente: insufficienti quelle facciali, considerato anche il pessimo lip-synch, appena passabili quelle legate ai movimenti, con qualche esempio positivo soprattutto nei combattimenti.
Diffusissime le compenetrazioni poligonali, le quali si fanno notare soprattutto nelle sequenze più concitate. Nota negativa per i checkpoint: considerata l'impossibilità di salvare a piacere, essi costringono talvolta a ripetere lunghe fasi di gioco.
Il sonoro non presenta particolari attrattive: le musiche della serie TV sono state pedissequamente riproposte, aggiungendovi effetti sonori spesso in qualità molto bassa, risultando in un mix finale appena sufficiente. Da segnalare la mancata traduzione in italiano, sostituita da una semplice sottotitolatura e la presenza delle autentiche voci degli attori, che accontenterà senza dubbio i fan che si sono goduti la serie in lingua originale.